# 松岡勝太郎
松岡 勝太郎（まつおか かつたろう、1869年12月22日（明治2年11月20日） - 1932年（昭和7年）9月10日）は、日本の政治家。衆議院議員（1期）。

## 経歴
岐阜県、後の揖斐郡八幡村（現池田町）出身。1887年、同人社、1890年、東京専門学校行政科卒。農業を営む。岐阜県会議員、同議長、所得税調査委員、宅地価修正委員となり、会社重役を務めた。
1917年（大正6年）の第13回衆議院議員総選挙において岐阜県の郡部選挙区から憲政会公認で立候補して当選する。衆議院議員を1期務め、1920年の第14回衆議院議員総選挙には立候補しなかった。1932年に死去した。